# 準硬式野球
準硬式野球（じゅんこうしきやきゅう）は、準硬式球という独自のボールを使用して行われる野球競技である。一般的には軟式野球の一種として発展してきた経緯がある。

## 特徴

### ルール
硬式野球とほぼ同じ。（詳細は野球の概要を参照）

### 使用する道具
使用球を除き硬式野球と同じ。バットは木製、金属製ともに使用可能である。

### 設備（野球場）
硬式野球と同じ。

### 使用球
硬式球と軟式球の中間のような準硬式球を使う。準硬式野球のボールは正式には軟式H号ボールと呼ばれ、硬式球とほぼ同じ中身で、外側の表面が軟式球と同じ天然ゴムでできている。開発した内外ゴムの商品名からトップボールとも呼ばれる。軟式H号ボールの直径は一般的に軟式ボールと呼ばれる軟式のA号ボールと同じ。
（ボールの種類の呼称についてはかつてとは変更されている。登場当初は軟式B号と呼んでおり現在は軟式H号と変更になった。詳しくは軟式野球のボールの種類について参照のこと。）

## 歴史
1948年、これまであった中空のゴムボール（軟式ボール）とは違った、「使用感が硬式ボールに近くて、尚且つ手軽に遊べるボール」を目的に開発に着手し、翌1949年に、握った感覚は従来の軟式ボールと同じながら、打球感が硬式ボールと同じという準硬式ボールが完成した。
この硬式に似た新しい軟式ボールを使用した軟式野球を通称で準硬式野球と呼ぶようになった。
（正確にはいつから準硬式野球と呼ぶようになったのかは不明。）
同年11月に開かれた全神戸選抜野球大会に初めて使用されてボールの性能が認められた。更に翌1950年には、全日本大学軟式野球連盟（現在の全日本大学軟式野球連盟とは別の組織）主催による第二回全日本大学軟式野球選手権大会の公式使用ボールに指定され、その後、全日本大学軟式野球連盟（B号球→H号球使用）から全日本大学軟式野球連盟・準硬式の部、そして全日本大学準硬式野球連盟と主催連盟名称の度重なる変遷を経た現在の全日本大学準硬式野球選手権大会で使用し続けられている。
このように、大学の軟式野球連盟では早くから準硬式ボールを公認使用ボールに指定したことで、大学での軟式野球部と言えば一般的には準硬式野球の事（中空ボールによる軟式野球部は「L号軟式野球部」、「A号軟式野球部」などと呼び分けた）を表すまでに定着していった。
社会人でも準硬式野球の大会はあったが、使用野球場や道具類が硬式と同一であるなどで手軽さや普及度の面など、諸事情により1977年には全国大会としては中止されて現在に至る。関東地区では現在でも商社や銀行を中心に準硬式チームによるリーグ戦が幾つか行われているが、全国的な普及としては事実上消滅した。その事で球界内、特に大学の準硬式野球関係者の間にボールの生産が中止されるのでは？という危惧が広まり、その結果、A号軟式球使用の野球部とH号軟式球使用の野球部の双方を包括していた当時の大学軟式野球連盟の分裂の間接的な要因にもなった。（詳細については全日本大学準硬式野球連盟や全日本大学軟式野球連盟などを参照の事。）

## 日本の準硬式野球の主な大会

### 一般社会人対象
※以下の経緯により現在は対象の大会は開催されていない。（チームとしては準硬式も行なうチームは2013年現在でも存在している模様。）
- 1950年 東西両日本においてそれぞれ大会を開催（1964年まで継続）
- 1965年 前年までの東西両大会を発展的に解消し、第1回常陸宮賜杯全日本準硬式野球大会として実施（1977年まで継続）
- 1977年 準硬式野球の全国大会を中止（使用ボール以外は硬式野球と同じであるがゆえに、練習会場・予選大会会場の確保などに困難をきたしたため。）。以後は全国規模では準硬式チームは減少していき、関東地区に幾つかのチームが活動しており、関東地区大学準硬式野球連盟の代表との間で、関東地区大学・社会人準硬式野球王座決定戦を11月下旬頃に実施している。

### 大学生対象
- 全日本大学準硬式野球連盟
  - 全日本大学準硬式野球選手権大会
  - 全日本大学選抜準硬式野球大会
  - 全日本大学9ブロック対抗準硬式野球大会
- その他（医科歯科系）
  - 東日本医科学生総合体育大会（東医体）・準硬式野球の部
  - 西日本医科学生総合体育大会（西医体）・準硬式野球の部
  - 全日本医科学生体育大会王座決定戦（全医体）・準硬式野球の部
  - 全日本歯科学生総合体育大会（歯学体）・準硬式野球の部

その他、全国七大学総合体育大会や各地区の総合体育大会において準硬式野球の部（近畿地区国立大学体育大会など一部大会では軟式野球の部として）が開催されている。

### 中学生対象
大阪中学校優勝野球大会（中学校のクラブで準硬式ボールを使用しているのが大阪の100校程度の為　後援:大阪日日新聞）。
同大会は、大阪府内で1950年から行われている大会である。当初は、大阪の殆どの中学校が準硬球を使っていたが、「中学生の部活で準硬球を使うのは危ない」や、「費用がかかる」という声などから、準硬式から軟式に切り替える学校が増え、今では大阪の一部の地域にしか残っていない。
現在、守口地区（交野市、四条畷市、守口市、大東市、枚方市）、豊中地区（豊能郡、池田市、豊中市、箕面市）山本地区（東大阪市、八尾市、柏原市）の3つの地区に分かれて実施している。
同大会出身のプロ野球選手として、坂崎一彦、近藤和彦、土井正博、岡田彰布、香川伸行、牛島和彦、桑田真澄、西山秀二、南渕時高、近藤無らが挙げられる。
その他にも、地区ごとなどの選抜チームで大会が開催されている。

### 小学生対象
なし

## 準硬式野球経験のあるプロ選手
- 青木勇人 - 同志社大学準硬式野球部出身。高校は軟式。西武ライオンズ、広島東洋カープに所属し、プロ通算で9勝を挙げた。
- 池畑満也 - 沖縄大学準硬式野球部出身。ロッテオリオンズに所属していたが、一軍出場なし。
- 上田正則 - 沖縄大学準硬式野球部出身。ロッテオリオンズに所属していたが、一軍出場なし。
- 大曲錬 - 福岡大学準硬式野球部出身。埼玉西武ライオンズ所属。
- 加藤力雄 - 中京大学準硬式野球部出身。中日ドラゴンズに所属していた。
- 川口盛外 - 早稲田大学準硬式野球部出身。社会人で硬式に復帰。広島東洋カープに所属していたが、一軍出場なし。
- 神田直輝 - 群馬大学準硬式野球部出身。読売ジャイアンツに所属していたが、育成選手としての所属歴のみ。
- 呉俊宏 - 法政大学準硬式野球部出身（3年次からの途中入部）。高校は軟式。横浜大洋ホエールズ 、西武ライオンズに所属していた。
- 坂本工宜 - 関西学院大学準硬式野球部出身。読売ジャイアンツに所属していた。
- 髙島泰都 - 明治大学準硬式野球部出身。社会人で硬式に復帰。オリックス・バファローズ所属。
- 鶴田圭祐 - 帝京大学準硬式野球部出身。東北楽天ゴールデンイーグルスに所属していたが、一軍出場なし。
- 山田和幸 - 早稲田大学準硬式野球部出身。大学入学時は硬式に入部したが退部。西武ライオンズに所属していたが、一軍出場なし。
- 山本歩 - 関西学院大学準硬式野球部出身。埼玉西武ライオンズに所属していた。